# نوحا گری-کیبی
نوحا گری-کیبی (به انگلیسی: Noah Gray-Cabey) یک بازیگر و پیانویست نوجوان است که بیشتر برای بازی در سریال قهرمان‌ها و قهرمان‌ها: تولد دوباره شهرت دارد.

## زندگی شخصی
نوحا گری کیبی، فرزند ویتنی گری و شاون کیبی، در شیکاگو، ایلینوی به دنیا آمد و در نیوری، مین بزرگ شد. او نواختن پیانو را اوایل با یک صفحه کلید اسباب بازی شروع کرد و در سال ۱۹۹۹ وقتی به سن ۴ سالگی رسید، تصمیم گرفت که با یک پیانو واقعی بنوازد. او در ۴ سالگی در چند سالن در سراسر انگلستان و واشینگتن به نواختن پرداخت و برای اولین با تور خود، گروه جدید سمفونی انگلستان به جامائیکا سفر کرد. در ژوئیه ۲۰۰۱، گری-کیبی در ادامه به استرالیا رفت و در سن پنج سالگی، جوانترین نوازندهٔ سولویی بود که تا به حال با یک ارکستر در خانه اپرای سیدنی و همچنین در هنرستان کوئینزلند و کنوانسیون بین‌المللی در بریزبن اجرا داشته‌است. او در سال ۲۰۰۴ با خانواده اش به کالیفرنیا نقل مکان کرد.

## تحصیلات
گری کیبی در دبیرستان پارکلیت، یک کالج مقدماتی کاتولیک رومی خصوصی در شهر لنکستر کالیفرنیا تحصیل کرده‌است. او از این مدرسه در ژوئن ۲۰۱۱ فارغ‌التحصیل شد، و پس از آن دانشگاه هاروارد حضور داشت.

## فیلم‌شناسی
| سال       | تلویزیون/فیلم                    | نقش                     | یادداشت                                                 |
| --------- | -------------------------------- | ----------------------- | ------------------------------------------------------- |
| ۲۰۰۱      | ۴۸ ساعت                          | خودش                    |                                                         |
| ۲۰۰۲–۲۰۰۵ | زنم و بچه‌ها                      | فرانکلین آلویزز مامفورد | ۵۸ اپیزود: - نقش دوره ای (فصل ۳) - شخصیت اصلی (فصل ۴–۵) |
| ۲۰۰۴      | سی‌اس‌آی: میامی                    | استیو والدز             | اپیزود Pro Per                                          |
| ۲۰۰۶      | آناتومی گری                      | شاون بگلایت             | اپیزود What Have I Done to Deserve This?                |
| ۲۰۰۶      | روح نجواکن                       | جمیل فیشر               | اپیزود Fury                                             |
| ۲۰۰۶      | بانوی در آب                      | جوی دیوری               | فیلم                                                    |
| ۲۰۰۶–۲۰۰۹ | قهرمانان                         | مایکا سندرز             | ۲۹ اپیزود: - شخصیت اصلی (فصل ۱–۲) - نقش دوره ای (فصل ۳) |
| ۲۰۰۹      | Limelight                        | رومئو                   | فیلم تلویزیونی                                          |
| ۲۰۰۹      | مرد خانواده                      | (صدا)                   | اپیزود Quagmire's Baby                                  |
| ۲۰۱۰      | سی‌اس‌آی                           | استیو رپلینگ            | اپیزود Neverland                                        |
| ۲۰۱۱      | مرد پیتزایی                      | نوحا سندرز              | فیلم                                                    |
| ۲۰۱۵–۲۰۱۶ | قهرمان‌ها: تولد دوباره            | مایکا سندرز             | ۴ اپیزود                                                |
| ۲۰۱۶–۲۰۱۸ | کد سیاه                          | الیوت دیکسون            | نقش دوره ای (فصل ۲); نقش اصلی (فصل ۳)                   |
| ۲۰۱۹      | دروغگوهای کوچک زیبا: کمال گرایان | میسون                   | نقش دوره ای                                             |